# Уотс, Джон
Джон Уотс (англ. John Watts) — известный английский историк, специалист по политической истории Англии позднего Средневековья. Изучал историю английской конституции во время правления Генриха VI под руководством
Кристин Карпентер. В 1991 году получил степень доктора философииНаучную карьеру начал в должности младшего научного сотрудника Мертон колледжа (Оксфорд). Затем работал лектором в университете Аберистуита. В 1997 году вернулся в Оксфорд, где работал ассистентом (англ. tutor) по средневековой истории в колледже Корпус-Кристи, являясь при этом Действительный членом колледжа.
В настоящее время — профессор и член Королевского исторического общества.